# Anna Cristeto
Anna Cristeto Massaneda (Santa Coloma de Farners, noviembre 1978) es una periodista y consultora. 

## Trayectoria
Inició su carrera profesional como redactora de la sección de economía de La Vanguardia. Posteriormente se incorporó a la delegación catalana del diario Expansión y después a La Gaceta de los Negocios. En 2011 asumió la dirección de la delegación de Cataluña de la agencia Europa Press, a la que se incorporó en 2008 como redactora jefa de Economía y Tribunales. Como directora lideró el área informativa, con más de 25 periodistas, así como las relaciones institucionales y el desarrollo de nuevo negocio y formatos.
En mayo de 2019, tras la compra por parte de Editorial Prensa Ibérica del Grupo Zeta, Cristeto fue nombrada directora de El Periódico de Catalunya, sustituyendo a Enric Hernández. Como directora de este medio, pilotó la nueva etapa e integración de la cabecera en el seno de un gran grupo editor con varias publicaciones regionales. 
También ha colaborado con medios radiofónicos como Rac1 y Cadena SER. 
Desde enero de 2022, es directora en Barcelona en la agencia de comunicación Tinkle, una de las principales consultoras de comunicación estratégica, influencia y reputación de España.  
También ha sido profesora del Máster Dirección Comunicación Corporativa y Sostenibilidad. Institut de Formació Contínua. IL-3- UB. 
Licenciada en periodismo por la Universidad Autónoma de Barcelona (UAB), realizó un posgrado en comunicación empresarial en la Universidad Pompeu Fabra  y cursó en 2014 el Programa de Desarrollo Directivo (PDD) del Iese Business School, así como el Digital Business Executive Program en ISDI en 2022. 
En febrero de 2020 fue galardonada con el premio 'Utilización Eficiente de la Energía' del Club de la Energía por su contribución a acercar este sector a la sociedad.